# Decades Apart
Decades Apart est une compilation qui couvre toute la carrière discographique de The Stranglers, entre 1977 et 2006. Elle comporte deux titres inédits : Retro Rockets et I Don't See the World Like you Do enregistrés entre les albums Suite XVI et Giants.

## Liste des titres
CD 1
1. Retro Rockets
2. (Get a) Grip (on Yourself)
3. Peaches
4. Go Buddy Go
5. Something Better Change
6. No More Heroes
7. 5 Minutes
8. Nice 'n' Sleazy
9. Walk on by
10. Duchess
11. Nuclear Device
12. Waltzinblack
13. Golden Brown
14. La Folie
15. Strange Little Girl
16. European Female
17. Skin Deep
18. No Mercy

CD 2
1. Always the Sun
2. Nice in Nice
3. All Day and All of the Night
4. 96 Tears
5. Heaven or Hell
6. Sugar Bullets
7. Time to Die
8. Golden Boy
9. Lies and Deception
10. In Heaven She Walks
11. Coup de Grace
12. Norfolk Coast
13. Big Thing Coming
14. Long Black Veil
15. Unbroken
16. Spectre of Love
17. I Don't see the World Like you Do